# Fairbury (Nebraska)
Fairbury ist eine Stadt und Sitz der Countyverwaltung (County Seat) des Jefferson County im US-Bundesstaat Nebraska.

## Geschichte
Fairbury war im 19. Jahrhundert Teil des Oregon Trail. Die Siedler James B. Mattingly und Woodford G. McDowell benutzten jeweils 80 ihrer durch den Homestead Act zugesicherten 160 Acre Land und errichteten eine Stadt. Sie vermuteten, dass an ihrem Standort die Eisenbahnlinie entlangführen würde. Es wurde schließlich eine Zwischenstation der St. Joseph & Denver City Railroad. Da McDowell aus Fairbury, Illinois kam, war im Jahr 1869 bei der Gründung schnell ein Name gefunden. Schulunterricht wurde im Gründungsjahr noch in Mattinglys Hütte abgehalten. 1870 wurde das erste Hotel errichtet und es gab mit der Fairbury Gazette die erste Zeitung. Schon 1874 hatte Fairbury 600 Einwohner, eine Bank und 44 Geschäfte. Die Chicago, Rock Island & Pacific Railway errichtete 1887 in Fairbury ein 18-gleisiges Rundhaus und beschäftigte bis zu 500 Mitarbeiter. Die Einwohnerzahl stieg bis auf 6500 im Jahr 1935. Als durch die Einführung des Dieselkraftstoffes ein Rundhaus an Bedeutung verlor, wanderten viele Leute wieder ab. 1952 wurde das Rundhaus geschlossen.

## Geographie
Fairbury liegt im Südosten Nebraskas am U.S. Highway 136 und an der Nebraska State Route 15, etwa 15 km von der Grenze zum Bundesstaat Kansas entfernt.

## Demographie
Laut United States Census 2000 hat Fairbury 4262 Einwohner, davon 1982 Männer und 2280 Frauen. Der United States Census von 2020 gibt eine Bevölkerung von 3.970 Einwohnern an.

## Söhne und Töchter der Stadt
- Kerry Strayer (1956–2013), Jazzmusiker